# 卡洛·卡拉
卡洛·卡拉（義大利語：Carlo Carrà，義大利語發音：[ˈkarlo karˈra]，1881年2月11日—1966年4月13日），意大利画家。他开始是未来主义运动的重要成员，於1915年退出，后来又加入形而上画派。其代表作有《无政府主义者加利的葬礼》和《爱国庆祝会》等。

## 生平和创作

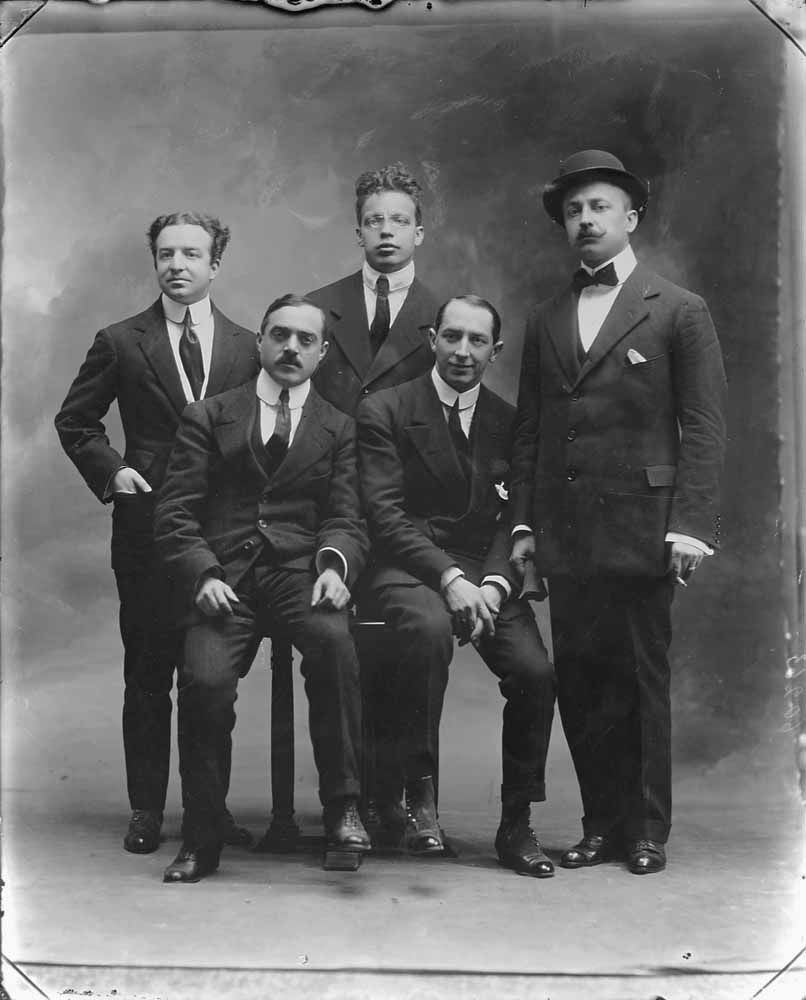
阿尔多·帕拉泽斯基、卡洛·卡拉、乔瓦尼·帕皮尼、翁贝托·波乔尼和菲利普·托马索·马里内蒂，1914年

### 早年
1881年2月11日，卡洛·卡拉出生于意大利皮埃蒙特大区的夸尔年托。12岁起先后作过民间工艺师的学徒、泥水工、民间壁画画师，14岁迁居米兰。1889-1890年曾为巴黎万国博览会展览厅设计装演。此后，他赴伦敦谋生，结识意大利无政府主义流亡者来往，接触了马克思和巴枯宁的著作。1904年起，卡洛年先后入米兰工艺美术学院、布雷拉美术学院学画。:247

### 未来主义时期
1909年他在“艺术家之家”举办的美展上认识了未来派画家波丘尼和拉素洛。次年，三人和塞韦里尼、巴拉一起签署了马里内蒂起草的《未来主义宣言》。他的一系列画作着重体现形体的“运动”和运行速度，紧扣时代，这些作品包括《离开剧场》、《游泳者》、《电车对我说些什么》、《马里内蒂肖像》等。1909年起，开始绘制油画《无政府主义加利的葬礼》。次年作了修改，吸纳了立体派分割形体的技法。1912年2月于巴黎伯恩海姆画廊展出。1913年卡拉前往佛罗伦萨任职于一家未来主义刊物，为期2年。一战爆发后谋求摆脱未来主义影响，1916年连发两篇论文号召回归传统。:248

### 形而上派时期
1917年，卡拉认识了基里科并成为好友。二人于萨维尼奥共同创建形而上画派。这一时期卡拉的画作虽然神秘，并不像基里科那样渲染细节，而是强调形体的“结实感”和与周围环境间的空间关系，从古典画作中汲取养分。重要作品有《酒醉的绅士》（1916）、《孤独》（1917）、《珀涅罗珀》（1917年）和《中邪的房间》（1917年）等。:249

### 晚期
1921年至1938年，卡拉任《米兰人》报“艺术评论”撰稿人。他越来越提倡复古，1921年《海滨的松树》展出后受到“二十世纪运动”画派的好评。1926年起，创作了大量海景画，受到文艺复兴时期绘画的影响。1933年起又创作了大量壁画。1941年起任布雷拉美术学院教授。1966年，卡拉在米兰逝世。:250

## 画风
卡拉推崇乔托朴实无华的精神，提倡从日常物品中提炼艺术。之后又学习塞尚研究静物的方法，用于人体模特上，用明暗虚实变化来渲染神秘气氛。形而上派时期，他取法亨利·卢梭和德朗，提倡幻想精神。这时期的绘画中常有强烈的反射光，营造出梦幻般的效果。这时期的绘画，在用光上与文艺复兴时期意大利的壁画时分类似。:54

## 延伸阅读
- Carrà: Tutta l'opera pittorica, vol. 1 (1900-1930), vol. 2 (1931-1950), vol. 3 (1951-1966), a cura di Massimo Carrà, Edizioni dell'Annunciata, Milano 1967-68.
- PONTIGGIA Elena, CARRA' Massimo, Carlo Carrà. I miei ricordi. Opera grafica 1922-1964, Edizioni Medusa, Milano 2004, pp. 111.
- Carlo Carrà: mostra antologica, cat. della mostra a cura di Gian Alberto dell'Acqua e Massimo Carrà, (Milano, Palazzo Reale), Motta, Milano 1987.
- Carrà: Disegni, a cura di Franco Russoli e Massimo Carrà, Grafis, Bologna 1977.
- Carlo Carrà (1881-1966), cat. della mostra a cura di Augusta Monferini, (Roma, Galleria Nazionale d'Arte Moderna), Electa, Milano 1994. ISBN 88-435-5091-8.
- Carlo Carrà: 1881-1966, cat. della mostra a cura di Maria Cristina Bandera, (Alba, Fondazione Ferrero, 2012-2013), 24Ore Cultura, Milano 2012. ISBN 978-88-664-8112-6.
- Giuseppe Bergamini, Giancarlo Pauletto. Carrà: disegni e acqueforti 1907-1965, Pordenone, Edizioni Concordia, Centro Iniziative Culturali, Collana Edizioni d'arte, Fuori serie, 2007, pp. 117. ISBN 9788884260291